# Adolfo Roval
Adolfo Rodríguez Valdés (Cruces, 18 de septiembre de 1929-La Habana, 24 de julio de 2021), conocido artísticamente como Adolfo Roval, o más cariñosamente Adolfito, fue bailarín, Maître de Ballet y Regisseur. Fue uno de los más importantes bailarines de carácter del Ballet Nacional de Cuba y de la escuela cubana de ballet, y una figura destacada de la enseñanza del ballet en Latinoamérica. Sus caracterizaciones del Dr. Coppélius, en Coppélia, y Mamá Simone, en La fille mal gardée, sirven hoy de modelo y referencia para los intérpretes de esos personajes en la compañía y se encuentran entre las más destacadas en la historia del Ballet Nacional de Cuba.
- Datos: Q107650979